# الدين في الرموز الوطنية
غالبًا ما يمكن العثور على الدين في الرموز الوطنية في الأناشيد أو الأعلام الوطنية. وقد أدى ذلك إلى جدل في بعض البلدان فيما يتعلق بالفصل بين الكنيسة والدولة.

## الأعلام التي تتضمن رموزًا دينية

### الإسلام
| العلم      | البلد                | الخصائص الدينية |
| ---------- | -------------------- | --- |
| أفغانستان  | أفغانتستان (العلم)   | الشهادتان. |
| الجزائر    | الجزائر (العلم)      | الهلال والنجمة واللون الأخضر.                                                                                      |
| أذربيجان   | أذربيجان (العلم)     | الهلال والنجمة واللون الأخضر.                                                                                      |
| البحرين    | البحرين (العلم)      | تمثل المثلثات الخمسة، عدد أركان الإسلام الخمسة.                                                                    |
| بروناي     | بروناي (العلم)       | الهلال. |
| جزر القمر  | جزر القمر (العلم)    | الهلال والنجمة واللون الأخضر.                                                                                      |
| إيران      | إيران (العلم)        | لفظ الجلالة "الله" باللون الأحمر، بينما يحيط المستطيل الأبيض إطارًا كُتب فيه "الله أكبر" بالخط الكوفي. واللون الأخضر |
| العراق     | العراق (العلم)       | عبارة "الله أكبر".                                                                                                 |
| الأردن     | الأردن (العلم)       | قد تشير النجمة السباعية على فاتحة القرآن الكريم السبع المثاني (سورة الفاتحة من سبع آيات).                          |
| ليبيا      | ليبيا (علم)          | الهلال والنجمة. |
| ماليزيا    | ماليزيا (العلم)      | الهلال. |
| المالديف   | جزر المالديف (العلم) | الهلال واللون الاخضر.                                                                                              |
| موريتانيا  | موريتانيا (العلم)    | الهلال والنجمة واللون الأخضر.                                                                                      |
| المغرب     | المغرب (العلم)       | اللون الاخضر ورؤس النجمة الخماسية التي ترمز إلى أركان الإسلام.                                                     |
| باكستان    | باكستان (العلم)      | الهلال والنجمة واللون الأخضر الداكن.                                                                               |
| السعودية   | السعودية (العلم)     | الشهادة واللون الأخضر.                                                                                             |
| السنغال    | السنغال (العلم)      | يمثل اللون الأخضر محمد (ص).                                                                                        |
| تونس       | تونس (العلم)         | الهلال والنجمة |
| تركيا      | تركيا (العلم)        | الهلال والنجمة |
| تركمانستان | تركمانستان (العلم)   | الهلال (قد يمثل اللون الأخضر الإسلام)                                                                              |
| أوزبكستان  | أوزبكستان (العلم)    | الهلال (قد يمثل اللون الأخضر الإسلام)، وايضا ترتيب النجوم حيث تشكل كلمة "الله".                                    |

### المسيحية
| العلم               | البلد                       | الخصائص الدينية                                                        |
| ------------------- | --------------------------- | ---------------------------------------------------------------------- |
| أرمينيا             | أرمينيا (العلم)             | يرمز اللون الأحمر إلى الحفاظ على المسيحية.                             |
| أندورا              | أندورا (العلم)              | يشير الشعار إلى أبرشية أورغل.                                          |
| أستراليا            | أستراليا (العلم)            | صلبان القديس جرجس، القديس باتريك، وأندرارس.                            |
| الدنمارك            | الدنمارك (flag)             | الصليب الشمالي.                                                        |
| دومينيكا            | دومينيكا (العلم)            | الصليب ويتكون من ثلاثة خطوط ترمز إلى الثالوث المقدس في المسيحية.       |
| جمهورية الدومينيكان | جمهورية الدومينيكان (العلم) | صليب القديس جورج والإنجيل الذي يوجد في الشعار.                         |
| فيجي                | فيجي (العلم)                | صلبان القديس جرجس، القديس باتريك، وأندرارس                             |
| فنلندا              | فنلندا (العلم)              | الصليب الشمالي.                                                        |
| جورجيا              | جورجيا (العلم)              | صليب القدس.                                                            |
| اليونان             | اليونان (العلم)             | يرمز الصليب إلى الأرثوذكسية اليونانية.                                 |
| آيسلندا             | آيسلندا (العلم)             | الصليب الشمالي.                                                        |
| جمهورية أيرلندا     | أيرلندا (العلم)             | يرمز اللون الأخضر إلى الكاثوليك. بينما البرتقالي يرمز إلى البروتستانت. |
| ليختنشتاين          | ليختنشتاين (العلم)          | الصليب المسيحي.                                                        |
| مالطا               | مالطا (العلم)               | صليب جورج السادس.                                                      |
| مولدوفا             | مولدوفا (العلم)             | صليب الأرثوذكسية                                                       |
| الجبل الأسود        | الجبل الأسود (العلم)        | الصلبان الكاثوليكية الرومانية الثلاثة الموجودة على شعار الجبل الأسود.  |
| نيوزيلندا           | نيوزيلندا (العلم)           | صلبان القديس جرجس، القديس باتريك، وأندرارس.                            |
| النرويج             | النرويج (العلم)             | الصليب الشمالي.                                                        |
| البرتغال            | البرتغال (العلم)            | تمثل الأزهار الخمسة في الشعار جروح المسيح الخمسة.                      |
| سان مارينو          | سان مارينو (العلم)          | الصليب.                                                                |
| صربيا               | صربيا (العلم)               | الصليب الأرثوذكسي.                                                     |
| سلوفاكيا            | سلوفاكيا (العلم)            | الصليب البطريركي.                                                      |
| إسبانيا             | إسبانيا (العلم)             | الصلبان الثلاثة التي توجد في الشعار.                                   |
| السويد              | السويد (العلم)              | الصليب الشمالي.                                                        |
| سويسرا              | سويسرا (العلم)              | الصليب المسيحي.                                                        |
| تونغا               | تونغا (العلم)               | الصليب المسيحي.                                                        |
| توفالو              | توفالو (العلم)              | صلبان القديس جرجس، القديس باتريك، وأندرارس                             |
| المملكة المتحدة     | المملكة المتحدة (العلم)     | صلبان القديس جرجس، القديس باتريك، وأندرارس.                            |
| الفاتيكان           | الفاتيكان (العلم)           | مفاتيح القديس بطرس المتصالبة وصورة التاج البابوي                       |

### اليهودية
- إسرائيل [34]

### البوذية والهندوسية
| العلم | البلد            | الخصائص الدينية |
| ----- | ---------------- | --- |
|       | بوتان (العلم)    | يدل اللون البرتقالي على البوذية.                                                                                         |
|       | كمبوديا (العلم)  | أنغكور وات. |
|       | الهند (العلم)    | يمثل أشوكا شقرا قوانين دارما.                                                                                            |
|       | ميانمار (العلم)  | يرمز اللون الزعفراني إلى التيرافادا البوذية.                                                                             |
|       | نيبال (العلم)    | يشبه علم نيبال الأعلام الهندوسية التقليدية.                                                                              |
|       | سريلانكا (العلم) | يرمز الإطار الأصفر حول العلم إلى الديانة البوذية السائدة في سريلانكا. ويرمز الشريط العمودي باللون البرتقالي إلى التاميل. |
|       | تايلاند (العلم)  | يرمز اللون الأبيض إلى التيرافادا البوذية.                                                                                |

### الديانات التقليدية
| العلم            | البلد                    | الخصائص الدينية |
| ---------------- | ------------------------ | --- |
| ألبانيا          | ألبانيا (العلم)          | استوحي النسر ذو الرئسين من قصة النسر |
| الأرجنتين        | الأرجنتين (العلم)        | شمس مايو هي تمثيل الإنكا لإله الشمس إنتي. |
| اليابان          | اليابان (العلم)          | تمثل الدائرة الحمراء إلهة الشمس أماتيراسو. |
| كازاخستان        | كازاخستان (العلم)        | يمثل اللون الأزرق إله السماء تنكري. |
| كوريا الجنوبية   | كوريا الجنوبية (العلم)   | يرتبط رمز تايغوك بالطاوية والشامانية الكورية. |
| قرغيزستان        | قيرغيزستان (العلم)       | تدل الشمس الأربعين على اتحاد القبائل القيرغيزية الأربعون. |
| المكسيك          | المكسيك (العلم)          | يشير شعار البلاد إلى أسطورة الأزتك في إيجاد عاصمتهم. حيث أسسوا عاصمة حضارة الأزتك تينوتشتيتلان، و التي أصبحت فيما بعد مدينة مكسيكو.                                                                           |
| منغوليا          | منغوليا (العلم)          | يعتبر تايجيتو رمز للين واليانغ. وتمثل الشمس والقمر واللون الأزرق إله السماء تنكري. |
| مقدونيا الشمالية | مقدونيا الشمالية (العلم) | Vergina Sun ‏، رمز الإله هيليوس |
| طاجيكستان        | طاجيكستان (العلم)        | يتميز علم طاجيكستان بسبعة نجوم نظرًا لأهمية الرقم سبعة في الأساطير التقليدية الطاجيكية، والتي تمثل الكمال والسعادة. وفقًا للاعتقاد التقليدي ، تتميز السماء بسبعة جبال وسبع حدائق بساتين مع نجم يضيء فوق كل جبل. |
| الأوروغواي       | الأوروغواي (العلم)       | شمس مايو هي تمثيل الإنكا لإله الشمس إنتي. |

## الأناشيد الوطنية التي تتضمن الدين
| البلد                       | النشيد الوطني                           | الدين                        |
| --------------------------- | --------------------------------------- | ---------------------------- |
| أفغانستان                   | النشيد الوطني الأفغاني                  | الإسلام                      |
| ألبانيا                     | النشيد الوطني الالباني                  | الإسلام والمسيحية            |
| أنتيغوا وباربودا            | نشيد أنتيغوا وباربودا الوطني            | المسيحية                     |
| النمسا                      | نشيد النمسا الوطني                      | المسيحية                     |
| أذربيجان                    | نشيد أذربيجان                           | الإسلام                      |
| جزر البهاما                 | نشيد الباهاماس الوطني                   | المسيحية                     |
| البحرين                     | بحريننا                                 | الإسلام                      |
| باربادوس                    | نشيد باربادوس الوطني                    | المسيحية                     |
| بيلاروس                     | نحن البيلاروسيون                        | المسيحية                     |
| بليز                        | نشيد بليز الوطني                        | المسيحية                     |
| بوتان                       | نشيد بوتان الوطني                       | البوذية                      |
| بوليفيا                     | نشيد بوليفيا الوطني                     | المسيحية                     |
| بوتسوانا                    | نشيد بوتسوانا الوطني                    | المسيحية                     |
| بروناي                      | نشيد بروناي الوطني                      | الإسلام                      |
| بوروندي                     | نشيد بوروندي الوطني                     | المسيحية                     |
| كمبوديا                     | نشيد كمبوديا الوطني                     | البوذية                      |
| الكاميرون                   | النشيد الوطني الكاميروني                | المسيحية                     |
| كندا                        | يا كندا                                 | المسيحية                     |
| تشاد                        | نشيد تشاد الوطني                        | الإسلام                      |
| تشيلي                       | نشيد تشيلي الوطني                       | المسيحية                     |
| كولومبيا                    | نشيد كولومبيا الوطني                    | المسيحية                     |
| جزر القمر                   | اتحاد الجزر العظيمة                     | الإسلام                      |
| ساحل العاج                  | الآبيجانية                              | الإسلام والمسيحية            |
| جمهورية التشيك              | نشيد جمهورية التشيك الوطني              | المسيحية                     |
| الدنمارك                    | هناك أرض جميلة                          | الأديان التقليدية            |
| دومينيكا                    | نشيد دومينيكا الوطني                    | المسيحية                     |
| جمهورية الكونغو الديمقراطية | نشيد جمهورية الكونغو الديمقراطية الوطني | المسيحية                     |
| الإكوادور                   | نشيد الإكوادور الوطني                   | المسيحية                     |
| مصر                         | النشيد الوطني المصري                    | الإسلام                      |
| السلفادور                   | نشيد السلفادور الوطني                   | المسيحية                     |
| إستونيا                     | نشيد إستونيا الوطني                     | المسيحية                     |
| فيجي                        | فليحفظ الله فيجي                        | المسيحية والهندوسية          |
| فرنسا                       | لامارسييز                               | المسيحية                     |
| غامبيا                      | لغامبيا وطننا                           | الإسلام                      |
| غانا                        | الله يبارك وطننا غانا                   | المسيحية                     |
| جورجيا                      | نشيد جورجيا الوطني                      | المسيحية                     |
| غرينادا                     | نشيد غرينادا الوطني                     | المسيحية                     |
| غواتيمالا                   | نشيد غواتيمالا الوطني                   | المسيحية                     |
| غيانا                       | نشيد غيانا الوطني                       | الإسلام والمسيحية والهندوسية |
| هايتي                       | نشيد هايتي الوطني                       | المسيحية                     |
| هندوراس                     | نشيد هندوراس الوطني                     | المسيحية                     |
| المجر                       | نشيد المجر الوطني                       | المسيحية                     |
| آيسلندا                     | نشيد آيسلندا الوطني                     | المسيحية                     |
| إيران                       | نشيد إيران الوطني                       | الإسلام                      |
| إيطاليا                     | ايل كانتو ديلي إيتالياني                | المسيحية                     |
| جامايكا                     | فليحفظ الله الملكة                      | المسيحية                     |
| اليابان                     | نشيد اليابان الوطني                     | الشنتوية والبوذية            |
| الأردن                      | السلام الملكي الأردني                   | الإسلام                      |
| كينيا                       | نشيد كينيا الوطني                       | المسيحية                     |
| كيريباتي                    | نشيد كيربياتي الوطني                    | المسيحية                     |
| كوريا الجنوبية              | أيغكغا                                  | المسيحية والبوذية            |
| الكويت                      | نشيد الكويت الوطني                      | الإسلام                      |
| لاتفيا                      | نشيد لاتفيا الوطني                      | المسيحية                     |
| لبنان                       | النشيد الوطني اللبناني                  | الإسلام والمسيحية            |
| ليسوتو                      | نشيد ليسوتو الوطني                      | المسيحية                     |
| ليبيريا                     | نشيد ليبيريا الوطني                     | المسيحية                     |
| ليبيا                       | النشيد الوطني الليبي                    | الإسلام                      |
| ليختنشتاين                  | نشيد ليختنشتاين الوطني                  | المسيحية                     |
| لوكسمبورغ                   | نشيد لوكسمبورغ الوطني                   | المسيحية                     |
| مدغشقر                      | نشيد مدغشقر الوطني                      | الأديان التقليدية والمسيحية  |
| مالاوي                      | نشيد مالاوي الوطني                      | المسيحية                     |
| المالديف                    | السلام الوطني المالديفي                 | الإسلام                      |
| مالي                        | نشيد مالطا الوطني                       | الإسلام                      |
| مالطا                       | نشيد مالطا الوطني                       | المسيحية                     |
| جزر مارشال                  | جزر مارشال للأبد                        | المسيحية                     |
| موريتانيا                   | نشيد موريتانيا الوطني                   | الإسلام                      |
| موريشيوس                    | نشيد موريشيوس الوطني                    | المسيحية والهندوسية          |
| المكسيك                     | نشيد المكسيك الوطني                     | المسيحية                     |
| ولايات ميكرونيسيا المتحدة   | نشيد ولايات ميكرونيسيا المتحدة          | المسيحية                     |
| موناكو                      | نشيد موناكو الوطني                      | المسيحية                     |
| المغرب                      | النشيد الشريف                           | الإسلام                      |
| ناورو                       | أغنية ناورو                             | المسيحية                     |
| نيبال                       | نحن مئات من الزهور                      | البوذية والهندوسية           |
| هولندا                      | هت فلهلموس                              | المسيحية                     |
| نيوزيلندا                   | فليحفظ الله الملكة                      | المسيحية                     |
| نيجيريا                     | انهضوا أيها الوطنيون                    | الإسلام والمسيحية            |
| النرويج                     | نشيد النرويج الوطني                     | المسيحية                     |
| عمان                        | نشيد عمان الوطني                        | الإسلام                      |
| باكستان                     | النشيد الوطني الباكستاني                | الإسلام                      |
| بالاو                       | نشيد بالاو الوطني                       | المسيحية                     |
| بنما                        | نشيد بنما الوطني                        | المسيحية                     |
| بابوا غينيا الجديدة         | نشيد بابوا غينيا الجديدة                | المسيحية                     |
| باراغواي                    | نشيد باراغواي الوطني                    | المسيحية                     |
| بيرو                        | نشيد بيرو الوطني                        | المسيحية                     |
| قطر                         | النشيد الوطني القطري                    | الإسلام                      |
| رواندا                      | نشيد رواندا الوطني                      | المسيحية                     |
| رومانيا                     | نشيد رومانيا الوطني                     | المسيحية                     |
| روسيا                       | النشيد الوطني الروسي                    | المسيحية                     |
| سانت كيتس ونيفيس            | نشيد سانت كيتس ونيفيس الوطني            | المسيحية                     |
| سانت لوسيا                  | نشيد سانت لوسيا                         | المسيحية                     |
| سانت فينسنت والغرينادين     | نشيد سانت فينسنت والغرينادين الوطني     | المسيحية                     |
| ساموا                       | نشيد ساموا الوطني                       | المسيحية                     |
| السعودية                    | النشيد الوطني السعودي                   | الإسلام                      |
| السنغال                     | نشيد السنغال الوطني                     | الإسلام                      |
| صربيا                       | النشيد الوطني الصربي                    | المسيحية                     |
| سيشل                        | نشيد سيشل الوطني                        | المسيحية                     |
| سيراليون                    | نشيد سيراليون الوطني                    | الإسلام والمسيحية            |
| سلوفاكيا                    | نشيد سلوفاكيا الوطني                    | المسيحية                     |
| سلوفينيا                    | نشيد سلوفينيا الوطني                    | المسيحية                     |
| جزر سليمان                  | نشيد جزر سليمان الوطني                  | المسيحية                     |
| الصومال                     | علم أي امة                              | الإسلام                      |
| جنوب إفريقيا                | نشيد جنوب أفريقيا الوطني                | المسيحية                     |
| جنوب السودان                | نشيد جنوب السودان                       | المسيحية                     |
| سريلانكا                    | نشيد سريلانكا الوطني                    | البوذية والهندوسية           |
| السودان                     | النشيد الوطني السوداني                  | الإسلام                      |
| سورينام                     | فليكن الله معنا سورينام                 | المسيحية                     |
| إسواتيني                    | نشيد إسواتيني الوطني                    | المسيحية                     |
| السويد                      | دو جاملا (دو فريا)                      | المسيحية                     |
| سويسرا                      | نشيد سويسرا الوطني                      | المسيحية                     |
| سوريا                       | حماة الديار                             | الإسلام                      |
| تنزانيا                     | نشيد تنزانيا الوطني                     | الإسلام والمسيحية            |
| توغو                        | مرحبا بكم يا أرض أجدادنا                | المسيحية                     |
| تونغا                       | نشيد تونغا الوطني                       | المسيحية                     |
| ترينيداد وتوباغو            | نشيد ترينيداد وتوباغو الوطني            | المسيحية                     |
| تونس                        | حماة الحمى                              | الإسلام                      |
| تركيا                       | نشيد الاستقلال التركي                   | الإسلام                      |
| توفالو                      | فليحفظ الله الملكة                      | المسيحية                     |
| الإمارات العربية المتحدة    | عيشي بلادي                              | الإسلام                      |
| أوغندا                      | يا أوغندا يا أرض الجمال                 | المسيحية                     |
| الأوروغواي                  | نشيد الأوراغواي الوطني                  | المسيحية                     |
| المملكة المتحدة             | فليحفظ الله الملكة                      | المسيحية                     |
| الولايات المتحدة            | النشيد الوطني الأمريكي                  | المسيحية                     |
| أوزبكستان                   | نشيد أوزبكستان الوطني                   | الإسلام                      |
| فانواتو                     | نشيد فانواتو الوطني                     | المسيحية                     |
| الفاتيكان                   | نشيد الفاتيكان الوطني                   | المسيحية                     |
| فنزويلا                     | المجد للشعب الشجاع                      | المسيحية                     |
| اليمن                       | نشيد اليمن الوطني                       | الإسلام                      |
| زامبيا                      | نشيد زامبيا الوطني                      | المسيحية                     |
| زيمبابوي                    | نشيد زيمبايوي الوطني                    | المسيحية                     |

### الأناشيد السابقة
| البلد                          | النشيد                                          | الدين             |
| ------------------------------ | ----------------------------------------------- | ----------------- |
| أستراليا حتى عام 1984          | فليحفظ الله الملكة                              | المسيحية          |
| الإمبراطورية النمساوية المجرية | Gott erhalte Franz den Kaiser ‏                  | المسيحية          |
| البوسنة والهرسك حتى عام 1998   | يدنا سي يدانا                                   | الإسلام والمسيحية |
| كندا                           | The Maple Leaf Forever ‏                         | المسيحية          |
| مصر                            | سلام أفندينا (نشيد وطني)                        | الإسلام           |
| إثيوبيا                        | Ethiopia, Be Happy ‏                             | المسيحية          |
| مملكة هاواي                    | هي ميلي لاهوي هاواي [الإنجليزية]                | المسيحية          |
| إيران                          | النشيد الملكي للدولة الشاهنشاهية الإيرانية      | الإسلام           |
| العراق حتى عام 2003            | أرض الفراتين                                    | الإسلام           |
| كوريا                          | النشيد الوطني للإمبراطورية الكورية [الإنجليزية] | المسيحية والبوذية |
| مملكة لاوس                     | نشيد لاوس الوطني                                | البوذية           |
| ليبيا                          | الله أكبر                                       | الإسلام           |
| مانشوكو                        | نشيد مانشوكو الوطني [الإنجليزية]                | البوذية والشنتو   |
| الجبل الأسود                   | Ubavoj nam Crnoj Gori ‏                          | المسيحية          |
| ناميبيا حتى عام 1991           | Nkosi Sikelel' iAfrika ‏                         | المسيحية          |
| جزر الأنتيل الهولندية          | Anthem without a title ‏                         | المسيحية          |
| هولندا حتى عام 1932            | Wien Neêrlands Bloed ‏                           | المسيحية          |
| نيوفاوندلاند                   | قصيدة لنيوفاوندلاند [الإنجليزية]                | المسيحية          |
| نيجيريا حتى عام 1978           | Nigeria, We Hail Thee ‏                          | الإسلام والمسيحية |
| أورانج فري ستيت                | النشيد الوطني لأورانج فري ستيت [الإنجليزية]     | المسيحية          |
| البرتغال                       | هينو دا كارتا [الإنجليزية]                      | المسيحية          |
| رودسيا                         | Rise, O Voices of Rhodesia ‏                     | المسيحية          |
| رومانيا                        | يعيش الملك [الإنجليزية]                         | المسيحية          |
| روسيا                          | فليحفظ الله القيصر                              | المسيحية          |
| سلوفاكيا                       | أهلا سلافيين ‏                                   | المسيحية          |
| جنوب إفريقيا                   | نداء جنوب أفريقيا                               | المسيحية          |
| جنوب إفريقيا حتى عام 1957      | فليحفظ الله الملكة                              | المسيحية          |
| جنوب إفريقيا حتى عام 1997      | Nkosi Sikelel' iAfrika ‏                         | المسيحية          |
| سويسرا حتى عام 1961            | Rufst du, mein Vaterland ‏                       | المسيحية          |
| التبت                          | النشيد الوطني التبتي [الإنجليزية]               | البوذية           |
| ترانسفال                       | النشيد ترانسفال الوطني [الإنجليزية]             | المسيحية          |
| الصقليتين                      | إينو إل ري [الإنجليزية]                         | المسيحية          |
| فولتا العليا                   | Hymne National Voltaïque ‏                       | الإسلام والمسيحية |
| يوغوسلافيا                     | النشيد الوطني لمملكة يوغوسلافيا [الإنجليزية]    | المسيحية          |
| زامبيا حتى عام 1973            | Nkosi Sikelel' iAfrika ‏                         | المسيحية          |
| زيمبابوي حتى عام 1994          | بارك الله في أفريقيا [الإنجليزية]               | المسيحية          |

## الشعارات التي تشير إلى الدين

### الإسلام
| العلم | البلد                 | الخصائص الدينية                                                        |
| ----- | --------------------- | ---------------------------------------------------------------------- |
|       | أفغانستان (الشعار)    | الشهادتان، المسجد، المحراب، سجادة الصلاة                               |
|       | الجزائر (الشعار)      | الهلال والنجمة                                                         |
|       | أذربيجان (الشعار)     | تمثيل خطي لاسم الله على شكل شعلة.                                      |
|       | البحرين (الشعار)      | تمثل المثلثات الخمسة، عدد أركان الإسلام الخمسة.                        |
|       | بروناي (العلم)        | الهلال.                                                                |
|       | جزر القمر (الشعار)    | الهلال والنجمة                                                         |
|       | إيران (الشعار)        | كلمة الله                                                              |
|       | العراق (العراق)       | الله أكبر                                                              |
|       | الأردن (الشعار)       | يمثل العقاب راية العقاب، وتدل الكرة الأرضية على ظهور الحضارة الإسلامية |
|       | ليبيا (الشعار)        | الهلال والنجمة                                                         |
|       | ماليزيا (الشعار)      | الهلال والنجمة                                                         |
|       | جزر المالديف (الشعار) | الهلال والنجمة                                                         |
|       | مالي (الشعار)         | الجامع الكبير في جينه                                                  |
|       | موريتانيا (الشعار)    | الهلال والنجمة واللون الاخضر                                           |
|       | المغرب (العلم)        | "إِنْ تَنْصُرُوا اللَّهَ يَنْصُرْكُمْ" (سورة محمد، الآية 7).                          |
|       | باكستان (الشعار)      | الهلال والنجمة واللون الاخضر                                           |
|       | تونس (الشعار)         | الهلال والنجمة                                                         |
|       | تركيا (الشعار)        | الهلال والنجمة                                                         |
|       | تركمانستان (الشعار)   | رمز الربع حزب، الهلال والنجمة                                          |
|       | أوزبكستان (الشعار)    | رمز الربع حزب، الهلال والنجمة                                          |

### المسيحية
| الشعار | البلد                        | الخصائص الدينية |
| ------ | ---------------------------- | --- |
|        | أندورا (الشعار)              | يشير إلى أبرشية أورغل |
|        | أرمينيا (العلم)              | الصليب |
|        | أستراليا (الشعار)            | صليب القديس جرجس، الصليب المالطي |
|        | بلجيكا (الشعار)              | الكرة |
|        | بلغاريا (الشعار)             | الكرة |
|        | كندا (الشعار)                | الصليب |
|        | الدنمارك (الشعار)            | الكرة |
|        | دومينيكا (الشعار)            | الصليب |
|        | جمهورية الدومينيكان (الشعار) | الصليب والكتاب المقدس |
|        | فيجي (الشعار)                | الصليب |
|        | جورجيا (الشعار)              | صليب القديس جرجس، صليب الكرة الارضية، الصليب البولنيسي |
|        | غرينادا (الشعار)             | الصليب |
|        | اليونان (الشعار)             | الصليب اليوناني |
|        | المجر (الشعار)               | الصليب البطريركي، أيقونات يسوع المسيح والقديس بولس والقديس جرجس والقديس ديمتريوس والملاكين جبرائيل وميخائيل، والصليب الذي يوجد على رأس تاج المجر المقدس           |
|        | آيسلندا (الشعار)             | الصليب الشمالي |
|        | جامايكا (الشعار)             | الصليب |
|        | ليختنشتاين (الشعار)          | الكرة |
|        | ليتوانيا (الشعار)            | الصليب البطريركي |
|        | لوكسمبورغ (الشعار)           | الكرة |
|        | مالطا (الشعار)               | صليب جورج |
|        | مولدوفا (الشعار)             | الصليب |
|        | موناكو (الشعار)              | الكرة |
|        | الجبل الأسود (الشعار)        | ترمز الصلبان الثلاثة الموجودة على شعار الجبل الأسود إلى أن أكثر من 81.83% من المونتينيغريين الأصليين الذين يقطنون الجبل الأسود يعتنقون الكاثوليكية الرومانية فقط. |
|        | هولندا (الشعار)              | الكرة |
|        | نيوزيلندا (الشعار)           | الكرة |
|        | النرويج (الشعار)             | الكرة |
|        | البرتغال (الشعار)            | تمثل الأزهار الخمسة في الشعار جروح المسيح الخمسة. |
|        | رومانيا (الشعار)             | الصليب |
|        | روسيا (الشعار)               | صليب القديس جرجس والكرة |
|        | ساموا (الشعار)               | الصليب |
|        | سان مارينو (الشعار)          | الكرة |
|        | صربيا (الشعار)               | الكرة والصليب الصربي |
|        | سلوفاكيا (الشعار)            | الصليب البطريركي |
|        | إسبانيا (الشعار)             | الكرة |
|        | السويد (الشعار)              | الصليب والكرة |
|        | سويسرا (الشعار)              | الصليب |
|        | تونغا (الشعار)               | الصليب |
|        | المملكة المتحدة (الشعار)     | صليب الكرة الارضية، الرب وحقي |
|        | الفاتيكان (العلم)            | مفاتيح القديس بطرس المتصالبة وصورة التاج البابوي |

### البوذية والهندوسية
| العلم | البلد              | الخصائص الدينية                                               |
| ----- | ------------------ | ------------------------------------------------------------- |
|       | بوتان (الشعار)     | دروك، لوتس                                                    |
|       | كمبوديا (الشعار)   | أم                                                            |
|       | الهند (الشعار)     | Lion Capital of Ashoka ‏، الحقيقة وحدها تنتصر ‏، Ashoka Chakra ‏ |
|       | إندونيسيا (الشعار) | جارودا                                                        |
|       | لاوس (الشعار)      | فا ذات لوانج                                                  |
|       | منغوليا (الشعار)   | عجلة دارما، Ratnatraya ‏، حصان الرياح [الإنجليزية]             |
|       | ميانمار (الشعار)   | Chinthe ‏                                                      |
|       | نيبال (الشعار)     | Janani Janmabhumishcha Swargadapi Gariyasi ‏                   |
|       | سريلانكا (الشعار)  | عجلة دارما، اللوتس                                            |
|       | تايلاند (الشعار)   | جارودا                                                        |

### الطاوية والكونفوشيوسية
| العلم | البلد                   | الخصائص الدينية |
| ----- | ----------------------- | --------------- |
|       | كوريا الجنوبية (الشعار) | اليين واليانغ   |

### الديانات التقليدية
| العلم | البلد               | الخصائص الدينية |
| ----- | ------------------- | --- |
|       | الارجنتين (الشعار)  | شمس مايو |
|       | كازاخستان (الشعار)  | يمثل اللون الأزرق إله السماء تنكري.                                                                                                 |
|       | المكسيك (الشعار)    | يشير شعار البلاد إلى أسطورة الأزتك في إيجاد عاصمتهم. حيث أسسوا عاصمة حضارة الأزتك تينوتشتيتلان، و التي أصبحت فيما بعد مدينة مكسيكو. |
|       | الأوروغواي (الشعار) | شمس مايو |